# Dromaius novaehollandiae
L'emù (Dromaius novaehollandiae Latham, 1790) è un grande uccello appartenente alla famiglia Casuariidae ed è il secondo uccello vivente più alto al mondo, dopo lo struzzo, suo parente ratite. È endemico dell'Australia, dove rappresenta il più grande uccello autoctono e l'unico membro esistente del genere Dromaius. Il suo areale copre gran parte dell'Australia continentale, mentre le sottospecie insulari, che un tempo abitavano la Tasmania, Kangaroo Island e King Island, si sono estinte in seguito all'insediamento europeo iniziato nel 1788.
Gli emù sono caratterizzati da piume morbide e marroni, un lungo collo e zampe robuste. Possono raggiungere un'altezza di 1,9 metri. Come tutti i ratiti, sono uccelli incapaci di volare, ma sono eccellenti corridori: possono raggiungere una velocità di 48 km/h. La loro dieta è molto varia e comprende piante e insetti, e possono resistere per settimane senza mangiare, assumendo la maggior parte dell'acqua direttamente dagli alimenti. Quando ne hanno l'opportunità, bevono grandi quantità d'acqua per compensare i periodi di scarsità.
La stagione degli accoppiamenti si svolge tra maggio e giugno. Durante questo periodo, le femmine si battono tra di loro per accoppiarsi con un maschio. Le femmine possono accoppiarsi più volte e deporre diverse covate in una singola stagione. Come per altri ratiti, è il maschio a covare le uova: durante l'incubazione, che dura circa otto settimane, il maschio si alimenta e si idrata pochissimo, perdendo notevolmente peso. Una volta schiuse le uova, i pulcini vengono nutriti e protetti dal padre. I pulcini crescono rapidamente, raggiungendo le dimensioni adulte in circa sei mesi, ma possono restare con il genitore fino alla successiva stagione riproduttiva. L'emù è un'icona culturale australiana e compare sia sullo stemma nazionale che su monete australiane. Ha un ruolo importante anche nella mitologia indigena australiana, dove è spesso associato a storie e leggende tradizionali.
Classificato come specie a rischio minimo dall'Unione Internazionale per la Conservazione della Natura (IUCN), l'emù è ancora comune in molte aree dell'Australia. Tuttavia, alcune popolazioni locali sono considerate a rischio, e le tre sottospecie insulari, tra cui l'emù della Tasmania, si sono estinte intorno al 1800. Le principali minacce per la specie includono la predazione delle uova, gli incidenti stradali e la frammentazione dell'habitat.

## Etimologia
L'etimologia del nome comune «emù» è incerta, ma si ritiene che derivi da una parola araba che significa «grande uccello», successivamente adottata dagli esploratori portoghesi per descrivere il casuario dell'Australia e della Nuova Guinea. Un'altra teoria suggerisce che derivi dalla parola portoghese «ema», utilizzata per indicare un grande uccello simile a uno struzzo o a una gru. In Victoria, l'emù era chiamato Barrimal nella lingua Dja Dja Wurrung, myoure in Gunai e courn in Jardwadjali. Tra i popoli Eora e Darug del bacino di Sydney, l'uccello era noto come murawungo birabayin.

## Tassonomia

### Storia
L'emù fu formalmente riportato dagli europei nel 1696, quando una spedizione guidata dal capitano olandese Willem de Vlamingh raggiunse la costa occidentale australiana alla ricerca dei sopravvissuti di una nave scomparsa due anni prima. Tuttavia, gli emù erano già noti agli europei quando i primi esploratori si insediarono lungo la costa orientale, prima del 1788. L'uccello venne menzionato per la prima volta come «casuario della Nuova Olanda» nel libro Voyage to Botany Bay di Arthur Phillip, pubblicato nel 1789, con questa descrizione:

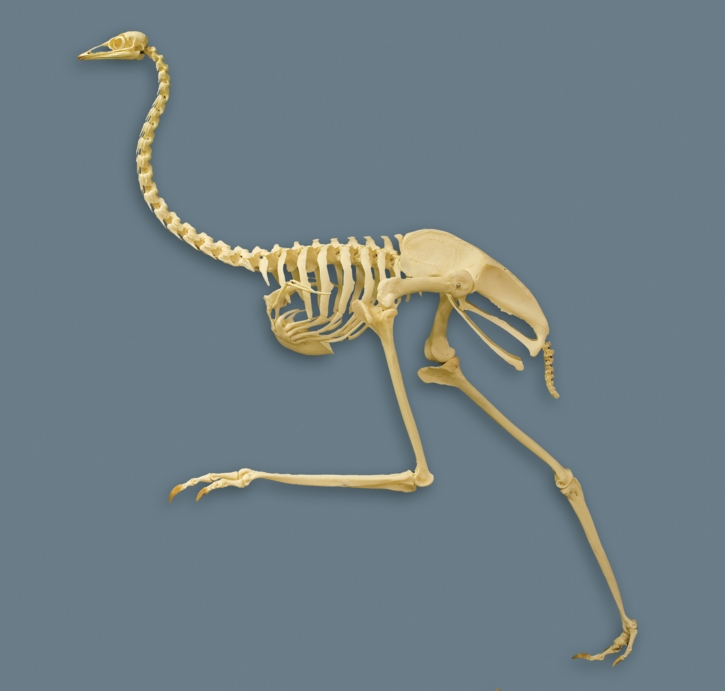
Scheletro di emù

La specie venne ufficialmente nominata nel 1790 dall'ornitologo John Latham, basandosi su un esemplare proveniente dall'area di Sydney, allora nota come Nuova Olanda. Latham collaborò alla stesura del libro di Phillip, fornendo le prime descrizioni e i nomi di molte specie di uccelli australiani. Il nome del genere Dromaius deriva dalla parola greca per «corridore», mentre il nome della specie, novaehollandiae, è il termine latino per Nuova Olanda, traducibile come «corridore della Nuova Olanda». Nel 1816, l'ornitologo francese Louis Pierre Vieillot descrisse l'emù usando due nomi generici: prima Dromiceius, poi Dromaius. Da allora, c'è stata una disputa su quale nome fosse corretto. Sebbene Dromaius sia considerato morfologicamente più accurato, la convenzione tassonomica stabilisce che il primo nome assegnato a un organismo sia quello valido, a meno che non si tratti chiaramente di un errore tipografico. La maggior parte delle pubblicazioni moderne, inclusi documenti ufficiali del governo australiano, utilizzano Dromaius, con Dromiceius menzionato solo come variante ortografica alternativa.

### Sistematica
L'emù è stato tradizionalmente classificato, insieme ai suoi parenti più stretti, i casuari, nella famiglia Casuariidae, parte dell'ordine dei ratiti Struthioniformes. Tuttavia, nel 2014, un'analisi del DNA mitocondriale condotta da Mitchell et al. propose una nuova classificazione. Questo studio suggerì di dividere i Casuariidae in un ordine distinto, i Casuariformes, collocando i casuari nella famiglia Casuariidae e l'emù in una propria famiglia, i Dromaiidae. Il seguente cladogramma, tratto dallo studio, illustra questa classificazione:
|  | †Aepyornithidae (uccello elefante) |
|  |                                    |
|  | Apterygidae (kiwi)                 |
|  |                                    |

|  | Dromaiidae (emù)       |
|  |                        |
|  | Casuariidae (casuario) |
|  |                        |

|  | †Aepyornithidae (uccello elefante) |
|  |                                    |
|  | Apterygidae (kiwi)                 |
|  |                                    |

|  | Dromaiidae (emù)       |
|  |                        |
|  | Casuariidae (casuario) |
|  |                        |

|  | †Dinornithiformes (moa) |
|  |                         |
|  | Tinamidae (tinamou)     |
|  |                         |

|  | †Aepyornithidae (uccello elefante) |
|  |                                    |
|  | Apterygidae (kiwi)                 |
|  |                                    |

|  | Dromaiidae (emù)       |
|  |                        |
|  | Casuariidae (casuario) |
|  |                        |

|  | †Aepyornithidae (uccello elefante) |
|  |                                    |
|  | Apterygidae (kiwi)                 |
|  |                                    |

|  | Dromaiidae (emù)       |
|  |                        |
|  | Casuariidae (casuario) |
|  |                        |

|  | †Dinornithiformes (moa) |
|  |                         |
|  | Tinamidae (tinamou)     |
|  |                         |

|  | †Aepyornithidae (uccello elefante) |
|  |                                    |
|  | Apterygidae (kiwi)                 |
|  |                                    |

|  | Dromaiidae (emù)       |
|  |                        |
|  | Casuariidae (casuario) |
|  |                        |

|  | †Aepyornithidae (uccello elefante) |
|  |                                    |
|  | Apterygidae (kiwi)                 |
|  |                                    |

|  | Dromaiidae (emù)       |
|  |                        |
|  | Casuariidae (casuario) |
|  |                        |

|  | †Dinornithiformes (moa) |
|  |                         |
|  | Tinamidae (tinamou)     |
|  |                         |

|  | †Aepyornithidae (uccello elefante) |
|  |                                    |
|  | Apterygidae (kiwi)                 |
|  |                                    |

|  | Dromaiidae (emù)       |
|  |                        |
|  | Casuariidae (casuario) |
|  |                        |

|  | †Aepyornithidae (uccello elefante) |
|  |                                    |
|  | Apterygidae (kiwi)                 |
|  |                                    |

|  | Dromaiidae (emù)       |
|  |                        |
|  | Casuariidae (casuario) |
|  |                        |

|  | †Dinornithiformes (moa) |
|  |                         |
|  | Tinamidae (tinamou)     |
|  |                         |

|  | †Aepyornithidae (uccello elefante) |
|  |                                    |
|  | Apterygidae (kiwi)                 |
|  |                                    |

|  | Dromaiidae (emù)       |
|  |                        |
|  | Casuariidae (casuario) |
|  |                        |

|  | †Aepyornithidae (uccello elefante) |
|  |                                    |
|  | Apterygidae (kiwi)                 |
|  |                                    |

|  | Dromaiidae (emù)       |
|  |                        |
|  | Casuariidae (casuario) |
|  |                        |

|  | †Dinornithiformes (moa) |
|  |                         |
|  | Tinamidae (tinamou)     |
|  |                         |

|  | †Aepyornithidae (uccello elefante) |
|  |                                    |
|  | Apterygidae (kiwi)                 |
|  |                                    |

|  | Dromaiidae (emù)       |
|  |                        |
|  | Casuariidae (casuario) |
|  |                        |

|  | †Aepyornithidae (uccello elefante) |
|  |                                    |
|  | Apterygidae (kiwi)                 |
|  |                                    |

|  | Dromaiidae (emù)       |
|  |                        |
|  | Casuariidae (casuario) |
|  |                        |

|  | †Dinornithiformes (moa) |
|  |                         |
|  | Tinamidae (tinamou)     |
|  |                         |

|  | †Aepyornithidae (uccello elefante) |
|  |                                    |
|  | Apterygidae (kiwi)                 |
|  |                                    |

|  | Dromaiidae (emù)       |
|  |                        |
|  | Casuariidae (casuario) |
|  |                        |

|  | †Aepyornithidae (uccello elefante) |
|  |                                    |
|  | Apterygidae (kiwi)                 |
|  |                                    |

|  | Dromaiidae (emù)       |
|  |                        |
|  | Casuariidae (casuario) |
|  |                        |

|  | †Dinornithiformes (moa) |
|  |                         |
|  | Tinamidae (tinamou)     |
|  |                         |

|  | †Aepyornithidae (uccello elefante) |
|  |                                    |
|  | Apterygidae (kiwi)                 |
|  |                                    |

|  | Dromaiidae (emù)       |
|  |                        |
|  | Casuariidae (casuario) |
|  |                        |

|  | †Aepyornithidae (uccello elefante) |
|  |                                    |
|  | Apterygidae (kiwi)                 |
|  |                                    |

|  | Dromaiidae (emù)       |
|  |                        |
|  | Casuariidae (casuario) |
|  |                        |

|  | †Dinornithiformes (moa) |
|  |                         |
|  | Tinamidae (tinamou)     |
|  |                         |

All'epoca dell'insediamento europeo in Australia, il continente ospitava due diverse specie di Dromaius, oltre a un'altra nota da resti fossili. Le sottospecie insulari di emù nani, D. n. baudinianus e D. n. minor, presenti rispettivamente sull'isola dei Canguri e sull'isola King, si estinsero poco dopo l'arrivo degli europei. Un'altra sottospecie insulare, D. n. diemenensis, originaria della Tasmania, si estinse intorno al 1865. Invece, la sottospecie continentale, D. n. novaehollandiae, rimase comune. La popolazione degli emù continentali varia sensibilmente in base alle precipitazioni; nel 2009, si stimava che ci fossero tra 630.000 e 725.000 esemplari. Durante il XX secolo, gli emù furono introdotti su Maria Island (al largo della Tasmania) e sull'isola dei Canguri (al largo della costa dell'Australia meridionale). Mentre la popolazione di Maria Island si estinse a metà degli anni '90, quella dell'isola dei Canguri ha stabilito una popolazione riproduttiva stabile.
Nel 1912, l'ornitologo australiano Gregory M. Mathews riconobbe tre sottospecie viventi di emù: D. n. novaehollandiae (Latham, 1790), D. n. woodwardi Mathews, 1912, e D. n. rothschildi Mathews, 1912. Tuttavia, l'Handbook of the Birds of the World (HBW) sostiene che le ultime due sottospecie non siano valide, attribuendo le variazioni nel piumaggio e nel comportamento nomade della specie a caratteristiche naturali di una singola razza continentale. Nonostante ciò, studi sul DNA dell'emù di King Island suggeriscono che questa sottospecie insulare era strettamente imparentata con l'emù continentale e meriterebbe di essere trattata come una sottospecie distinta.

## Descrizione
L'emù è il secondo uccello più alto al mondo, superato solo dallo struzzo. Gli esemplari più grandi possono raggiungere un'altezza compresa tra 150 e 190 centimetri. La lunghezza del corpo, misurata dal becco alla coda, variano da 139 a 164 centimetri, con una media di 148,5 centimetri per i maschi e 156,8 centimetri per le femmine. È anche uno degli uccelli viventi più pesanti al mondo, posizionandosi al quarto o quinto posto dopo le due specie di struzzo e le due specie più grandi di casuario. Il suo peso varia tra i 18 e i 60 kg, con una media di 31,5 kg per i maschi e 37 kg per le femmine. Le femmine, oltre a essere generalmente più grandi, sono anche più robuste, specialmente nella zona della groppa.
Sebbene incapaci di volare, gli emù conservano ali vestigiali molto piccole, con una corda alare di circa 20 centimetri e un piccolo artiglio all'estremità. Quando corrono, possono sbattere queste ali, probabilmente per stabilizzarsi durante il movimento veloce. Gli emù sono dotati di collo e zampe molto lunghi e possono raggiungere velocità fino a 48 km/h grazie alla loro muscolatura pelvica altamente specializzata. I piedi hanno tre dita artigliate e sono unici tra gli uccelli per la presenza di quattro pance nei muscoli gastrocnemi, invece di tre come negli altri. I muscoli pelvici contribuiscono in modo significativo alla massa corporea totale, paragonabile ai muscoli da volo degli uccelli volatori. Quando camminano, gli emù fanno passi di circa 100 centimetri, ma in corsa possono allungare la falcata fino a 275 centimetri. Le zampe, prive di piume, terminano con cuscinetti cutanei spessi e imbottiti che facilitano il movimento su terreni difficili. Come nei casuari, i loro piedi sono armati di tre artigli forti, utilizzati soprattutto nei combattimenti intraspecifici calciare e ferire gli avversari. Il dito e l'artiglio insieme possono raggiungere i 15 centimetri di lunghezza. Il becco è relativamente piccolo, lungo tra 5,6 e 6,7 centimetri, morbido e adatto al pascolo. Inoltre, gli emù possiedono un'ottima vista e un udito sviluppato, che permettono loro di individuare minacce a grande distanza.
Il collo dell'emù è piumato solo per metà, mentre l'altra metà, inclusa la testa, è nuda o ricoperta da una lanuggine nera. La pelle sottostante è di un azzurro pallido, visibile attraverso le piume sparse. Il piumaggio principale è grigio-bruno con un aspetto ispido, e le punte delle piume, insieme alle rachidi, sono nere. Questo particolare tipo di piumaggio aiuta gli emù a regolare la temperatura corporea: le punte nere assorbono le radiazioni solari, mentre lo strato interno isola la pelle, evitando il surriscaldamento e permettendo loro di essere attivi anche durante le ore più calde della giornata. Una caratteristica unica delle piume dell'emù è la presenza di una doppia rachide che emerge da una singola rachide principale. Entrambe le rachidi sono della stessa lunghezza, ma la struttura varia: vicino alla pelle le piume sono più pelose, mentre verso l'estremità assomigliano a ciuffi d'erba. Il piumaggio è molto simile tra i sessi, anche se il maschio presenta una caratteristica anatomica riconoscibile quando urina o defeca. Il colore del piumaggio può cambiare in base all'ambiente, conferendo agli emù un efficace mimetismo: nelle aree aride, il loro piumaggio tende a una tonalità rossiccia, mentre nelle regioni umide è generalmente più scuro. I pulcini, invece, presentano un piumaggio beige chiaro con striature orizzontali marrone scuro. Con il passare del tempo, intorno ai tre mesi, il piumaggio diventa più scuro, soprattutto su testa e collo, e le piume si diradano gradualmente per esporre la pelle bluastra sottostante. Il piumaggio adulto si sviluppa completamente a circa quindici mesi.
Gli occhi dell'emù sono dotati di membrane nittitanti, una caratteristica comune a molti uccelli. Queste membrane traslucide, simili a palpebre secondarie, si muovono orizzontalmente dal bordo interno a quello esterno dell'occhio, agendo come visiere protettive. Grazie a queste membrane, gli emù possono proteggere i loro occhi dalla polvere, particolarmente abbondante nelle regioni aride e ventose in cui vivono. Un'altra caratteristica anatomica degli emù è la presenza di una sacca tracheale, che si sviluppa maggiormente durante la stagione degli amori. Questa sacca, lunga più di 30 centimetri, ha pareti sottili ed è particolarmente spaziosa, con un'apertura di circa 8 centimetri. La sacca tracheale è utilizzata per produrre i tipici richiami rimbombanti dell'emù, soprattutto durante il corteggiamento e la difesa del territorio.

## Distribuzione e habitat

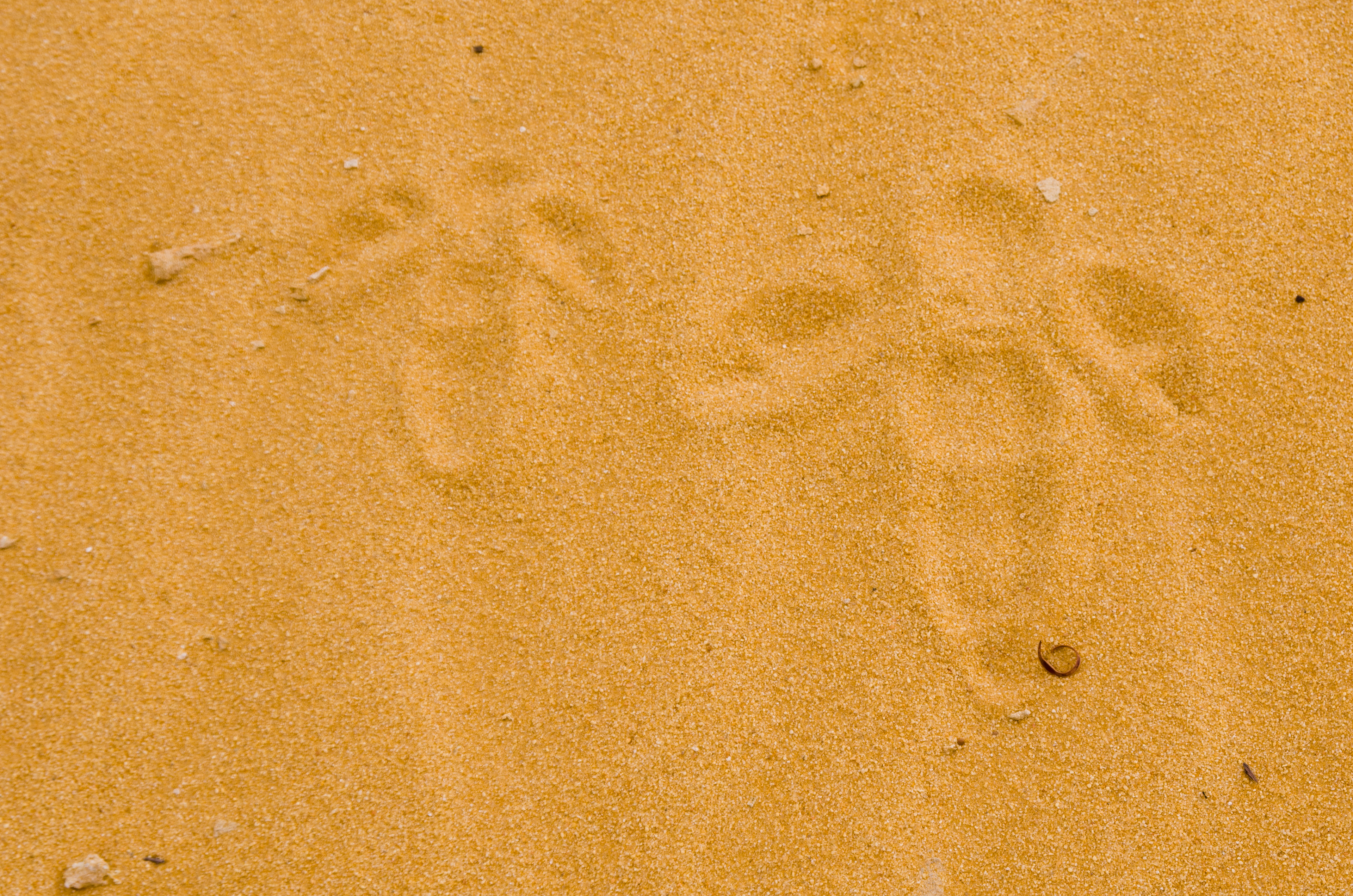
Impronta di un adulto e un giovane

Un tempo abbondanti sulla costa orientale australiana, gli emù sono oggi rari in questa regione, mentre nelle aree interne del continente il loro areale si è ampliato grazie allo sviluppo dell'agricoltura e alla disponibilità di acqua per il bestiame. Gli emù vivono in una vasta gamma di habitat in tutta l'Australia, sia nell'entroterra che vicino alla costa. Sono particolarmente comuni nelle aree boschive della savana e nelle foreste di sclerofille, mentre sono meno frequenti nelle regioni densamente popolate e in quelle estremamente aride con precipitazioni inferiori ai 600 millimetri all'anno. Gli emù viaggiano principalmente in coppia, ma occasionalmente formano grandi stormi. Questo comportamento sociale è raro e solitamente motivato dalla necessità di migrare verso nuove aree ricche di cibo. Sono noti per percorrere lunghe distanze alla ricerca di risorse alimentari. In Australia occidentale, i loro movimenti seguono un andamento stagionale: migrano verso nord in estate e verso sud in inverno. Sulla costa orientale, invece, i loro spostamenti sembrano meno prevedibili e non seguono un modello stagionale definito.
Nel corso del XX secolo, gli emù sono stati introdotti su Maria Island, al largo della Tasmania, e sull'isola dei Canguri, vicino alla costa dell'Australia meridionale. Mentre la popolazione di Maria Island si è estinta a metà degli anni '90, quella introdotta sull'isola dei Canguri si è stabilita con successo, dando vita a una popolazione riproduttiva stabile.

## Biologia

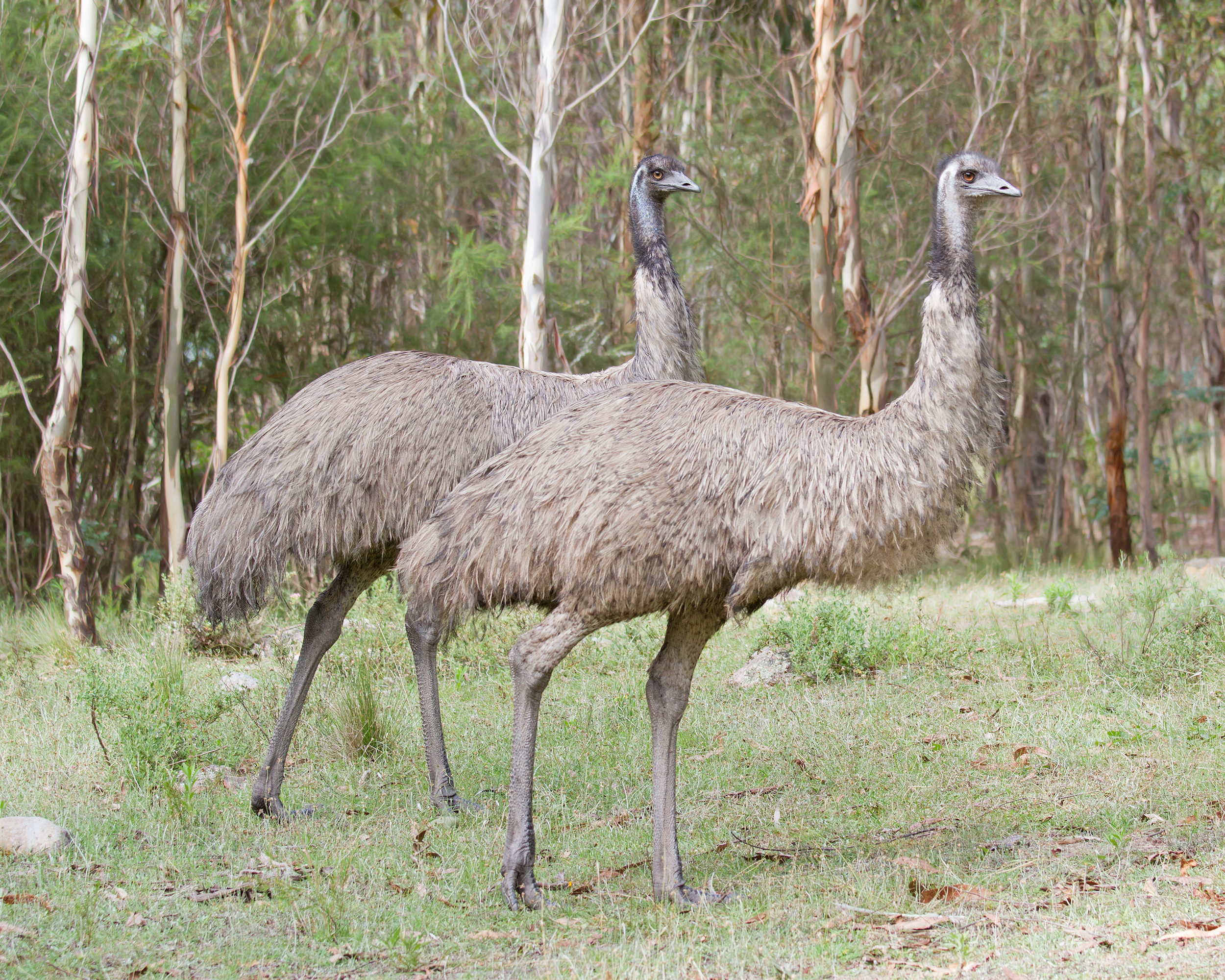
Una coppia di emù, nel Territorio della Capitale Australiana, Australia

Gli emù sono uccelli diurni che dedicano la maggior parte della giornata alla ricerca di cibo, alla pulizia del piumaggio, ai bagni di polvere e al riposo. Generalmente gregari, si spostano in coppie o piccoli gruppi, ma possono riunirsi in grandi stormi quando il cibo scarseggia. In tali casi, alcuni individui fungono da sentinelle mentre gli altri si nutrono. Nonostante il loro aspetto, gli emù amano l'acqua e sono ottimi nuotatori. Spesso si immergono per pulire il piumaggio e rinfrescarsi durante le ore più calde.

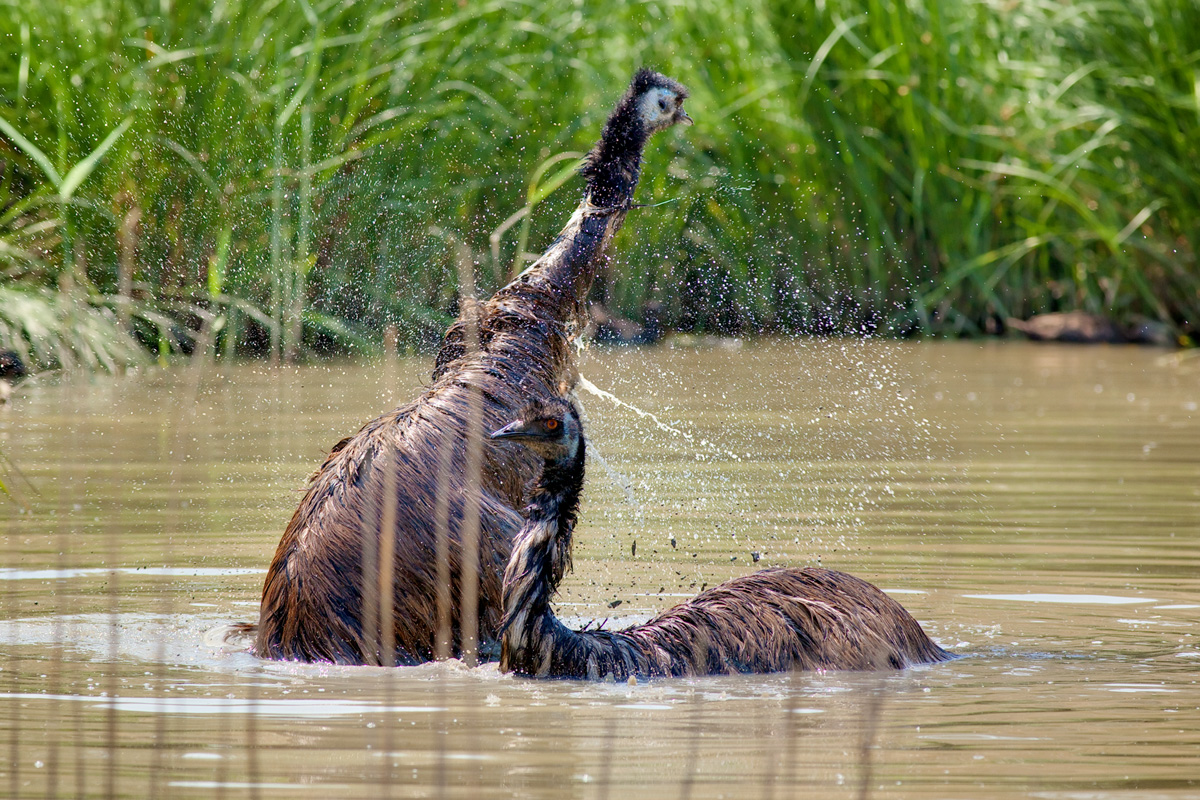
Una coppia di emù che fa il bagno in uno stagno poco profondo, al Werribee Open Range Zoo, Victoria

Di notte, gli emù cercano rifugio in zone riparate. Il loro sonno è frammentato, interrotto da brevi risvegli. Si accovacciano inizialmente sui tarsi, entrando in uno stato di sonnolenza in cui restano vigili. Successivamente, cadono in un sonno più profondo durante il quale il loro collo si ripiega sul dorso e le palpebre iniziano a chiudersi. Se non vengono disturbati, cadono in un sonno più profondo dopo circa venti minuti. Durante questa fase, il corpo si abbassa gradualmente fino a toccare il suolo. Il becco viene rivolto verso il basso in modo che l'intero collo formi una S, piegandosi su se stesso. In caso di pioggia, le piume fanno scivolare le gocce ai lati del corpo verso il suolo. È stato suggerito che questa posizione durante il sonno abbia anche la funzione di camuffare l'animale, imitando un piccolo cespuglio. In genere, si svegliano dal sonno profondo una volta ogni novanta minuti circa, rimanendo in piedi per nutrirsi brevemente o per defecare. Questo periodo di veglia dura dai dieci ai venti minuti, dopodiché tornano a dormire. Nel complesso, un emù dorme per circa sette ore al giorno. I pulcini, di solito, dormono con il collo disteso al suolo.
Le vocalizzazioni degli emù consistono principalmente in vari suoni "rimbombanti", grugniti e sibili. Il "boom" è creato dalla sacca gonfiabile all'interno della gola; il tono può essere regolato dall'uccello e dipende dalla dilatazione della sacca. La maggior parte dei richiami "rimbombanti" è emessa dalle femmine, in quanto fanno parte del rituale di corteggiamento. Tali richiami vengono utilizzati per annunciare la presa di possesso di un territorio, e/o per minacciare potenziali rivali. Un "boom" ad alta intensità è udibile fino a 2 chilometri di distanza, mentre un richiamo basso e più risonante, prodotto durante la stagione riproduttiva, può inizialmente attirare dei compagni e divenire più acuto mentre il maschio cova le uova. La maggior parte dei grugniti è, invece, emessa dai maschi e viene utilizzata principalmente durante il periodo riproduttivo per la difesa del territorio, per minacciare altri maschi, durante il corteggiamento e durante la deposizione delle uova da parte della femmina. Entrambi i sessi, a volte, emettono suoni rimbombanti e grugniti come esibizione di ostilità o quando incontrano oggetti sconosciuti.
Nelle giornate più calde, per mantenere stabile la temperatura corporea, gli emù ansimano. I loro polmoni funzionano come refrigeratori evaporativi e, a differenza di altre specie, i bassi livelli di anidride carbonica nel sangue non sembrano causare alcalosi. Per la normale respirazione durante le giornate più fresche, possiedono passaggi nasali grandi e multipiegati. L'aria fresca si riscalda mentre passa nei polmoni, estraendo calore dalla regione nasale. Durante l'espirazione, i turbinati nasali freddi dell'emù condensano l'umidità dall'aria e la assorbono per il riutilizzo. Come altri ratiti, l'emù ha una grande capacità omeotermica e può mantenere questo stato da -5 a 45 °C. La zona termoneutra dell'emù si trova tra i 10 e i 30 °C.

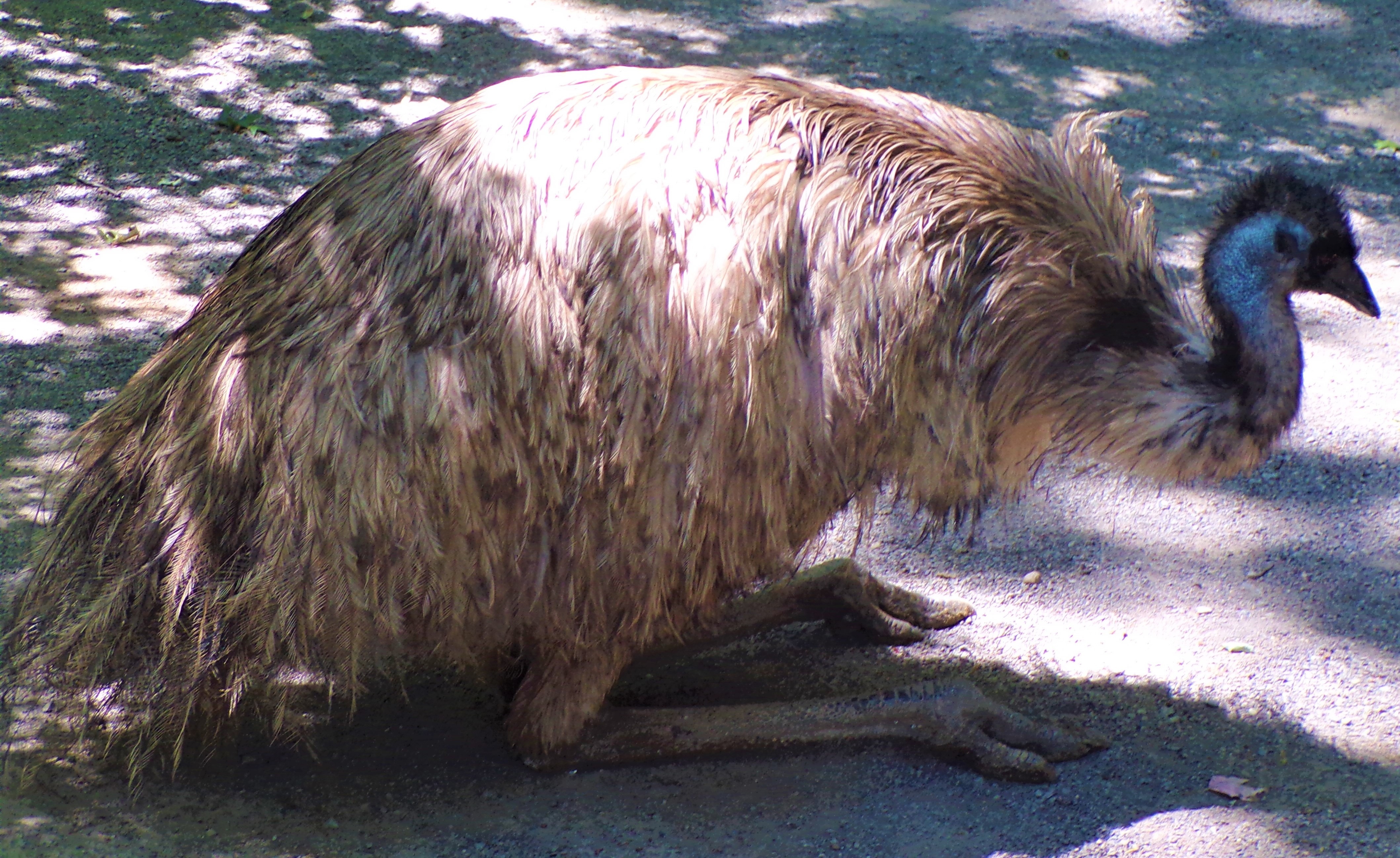
Un emù seduto in cattività

Come gli altri ratiti, gli emù hanno un tasso metabolico basale, relativamente basso rispetto ad altri tipi di uccelli. A -5 °C, il tasso metabolico di un emù seduto è circa il 60% di un esemplare in piedi, in parte perché la mancanza di piume sotto lo stomaco comporta un più alto tasso di perdita di calore quando l'animale è in piedi con lo stomaco esposto.

### Dieta
Gli emù si nutrono seguendo uno schema diurno e consumano una grande varietà di specie vegetali, sia autoctone che introdotte. La dieta varia in base alla disponibilità stagionale, con una predilezione per piante come l'Acacia, la Casuarina e le graminacee. Si alimentano anche di insetti e altri artropodi, tra cui cavallette, grilli, scarafaggi, scarabei, coccinelle, falene bogong e le loro larve, formiche, ragni e millepiedi, che forniscono gran parte del loro fabbisogno proteico.
Nell'Australia occidentale, sono state osservate specifiche preferenze alimentari negli emù nomadi. Questi uccelli si nutrono di semi di Acacia aneura fino all'arrivo delle piogge, spostandosi poi su germogli di erba fresca e bruchi; in inverno consumano le foglie e i baccelli della Cassia, mentre in primavera si cibano di cavallette e del frutto del Santalum acuminatum (quandong). Sono anche noti per nutrirsi di grano e di qualsiasi frutto o altro raccolto a cui riescono ad accedere, riuscendo persino a scavalcare alte recinzioni, se necessario. Gli emù svolgono un ruolo importante nella dispersione dei semi, contribuendo alla biodiversità floreale. Tuttavia, questo comportamento può avere effetti indesiderati, come avvenuto nel Queensland all'inizio del XX secolo, quando un gruppo di emù iniziò a nutrirsi dei frutti dei fichi d'India nell'entroterra. Dispersero i semi in varie aree, portando a una proliferazione del cactus invasivo. Per contenere il problema, vennero organizzate campagne di caccia agli emù, ma fu solo con l'introduzione della falena dei cactus (Cactoblastis cactorum), le cui larve si nutrivano della pianta, che il cactus fu riportato sotto controllo. Questo è uno dei primi esempi di successo nel controllo biologico.
Il δ13C della dieta degli emù si riflette nel δ13C della calcite presente nei gusci delle loro uova.
Per facilitare la macinazione e la digestione del materiale vegetale, gli emù ingeriscono piccole pietre, che singolarmente possono pesare fino a 45 grammi. Un singolo uccello può avere fino a 745 grammi di pietre nel ventriglio. All'interno del ventriglio, i movimenti del corpo e dell'organo stesso fanno sì che le pietre frantumino il cibo, rendendolo più facilmente digeribile. Alcuni esemplari sono stati osservati ingerire anche carbone, sebbene le ragioni di questo comportamento non siano chiare. Gli emù che vivono in aree urbane spesso ingoiano frammenti di vetro, marmi, chiavi di automobili, gioielli, dadi e bulloni.
Gli emù bevono raramente, ma quando trovano una fonte d'acqua, si idratano abbondantemente. Solitamente bevono una volta al giorno, dopo aver ispezionato l'area circostante in gruppi. Prima di bere, si inginocchiano sul bordo dell'acqua, preferendo un terreno solido piuttosto che superfici fangose o rocciose. Tuttavia, se percepiscono un pericolo, rimangono in piedi, vigili, mentre si dissetano. In assenza di disturbi, possono bere ininterrottamente per dieci minuti. A causa della scarsità d'acqua, gli emù sono talvolta costretti a rimanere senza bere per diversi giorni. In natura, condividono spesso pozze d'acqua con canguri, uccelli e altri animali, ma si dimostrano diffidenti e tendono ad aspettare che gli altri animali se ne vadano prima di avvicinarsi.

### Riproduzione

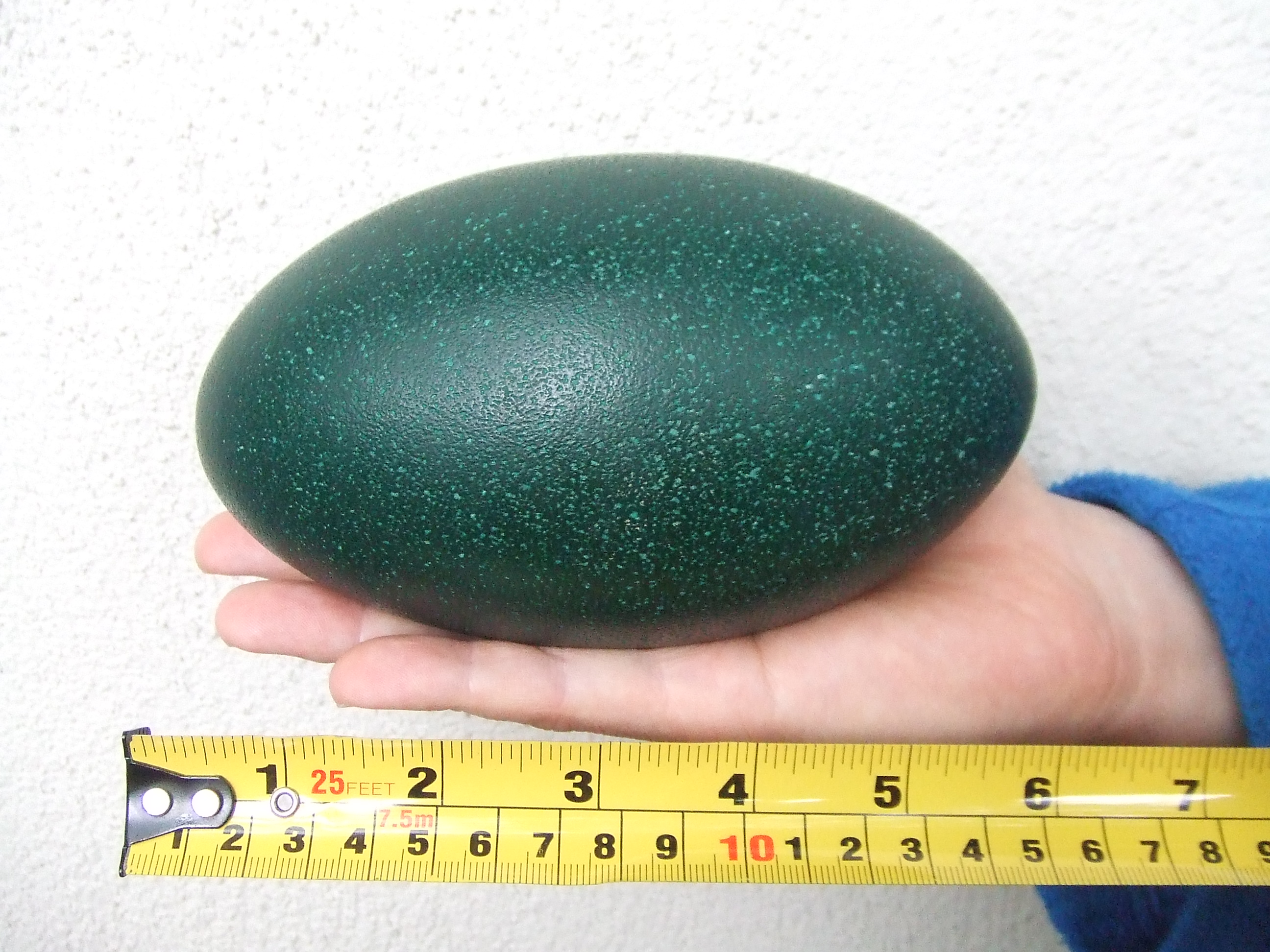
Uovo di emù

Gli emù formano coppie riproduttive durante i mesi estivi, rimanendo insieme per circa cinque mesi, durante i quali pattugliano e proteggono un territorio. Sia i maschi che le femmine aumentano di peso durante la stagione riproduttiva, con le femmine che raggiungono un peso leggermente superiore, tra i 45 e i 58 kg. L'accoppiamento avviene solitamente tra aprile e giugno, con il momento esatto determinato dal clima, poiché gli uccelli nidificano durante la parte più fresca dell'anno. Durante questo periodo, i maschi sperimentano cambiamenti ormonali, tra cui un aumento dei livelli di ormone luteinizzante e testosterone, e i loro testicoli raddoppiano di dimensioni.
I maschi costruiscono il nido, di solito in una depressione del terreno semi-riparata, rivestendolo con corteccia, erba, bastoncini e foglie. Il nido ha quasi sempre una superficie piana dai bordi bassi, ma in caso di temperature particolarmente basse i bordi possono essere alzati fino a 7 centimetri per migliorare la ritenzione di calore. Se il materiale scarseggia, gli emù usano cespugli di triodia come base, nonostante la natura spinosa della pianta. Il nido viene solitamente posizionato in un radura, vicino a un arbusto o a una roccia, in un punto che consenta al genitore di avere una visuale chiara dell'ambiente circostante per avvistare eventuali predatori.
Durante il corteggiamento, sono le femmine a fare il primo passo. Il loro piumaggio si scurisce leggermente e le chiazze di pelle nuda sotto gli occhi e vicino al becco diventano blu turchese. Il maschio mantiene invece il suo colore invariato, ma le chiazze di pelle nuda su collo e volto diventano azzurre. Le femmine si muovono a grandi passi, tirando indietro il collo e gonfiando le piume, emettendo richiami bassi e ritmici simili a battiti di tamburo. Questi suoni vengono emessi per attirare maschi distanti o fuori dal campo visivo. Una volta ottenuta l'attenzione del maschio, la femmina lo corteggia girandogli intorno, mantenendo la parte posteriore rivolta verso di lui e inclinando il collo per osservare la sua reazione. Se un maschio è interessato, risponde gonfiando le piume, piegandosi e beccando il terreno. Si avvicina poi alla femmina ondeggiando il corpo e strofinando il ventre contro il suo dorso.

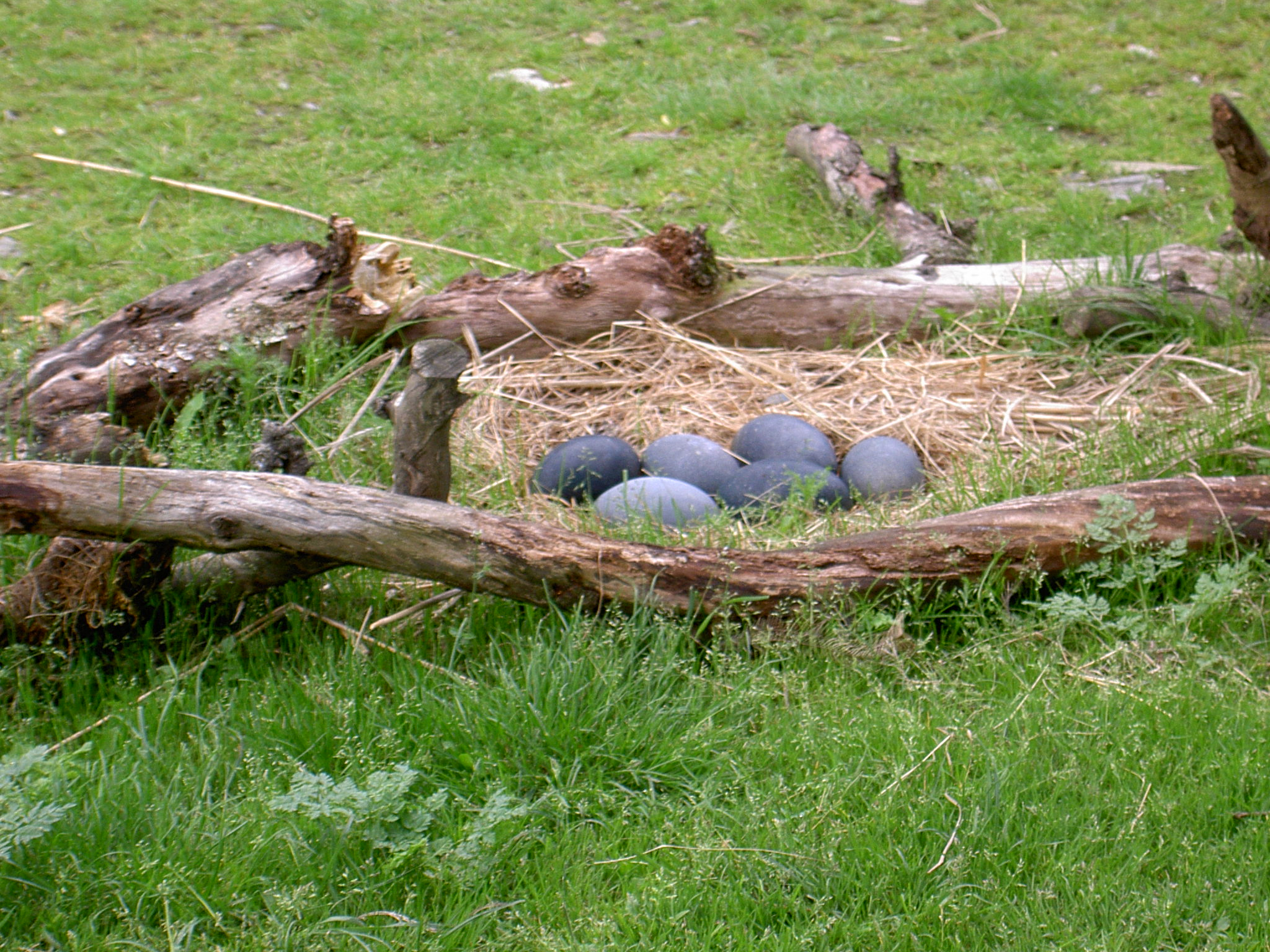
Nido con uova

Le femmine sono spesso più aggressive dei maschi durante il corteggiamento e possono combattere tra loro per accaparrarsi un compagno. Questi scontri rappresentano oltre la metà delle interazioni aggressive degli emù in questo periodo. Se due femmine si contendono un maschio, lo scontro può durare fino a cinque ore, specialmente se il maschio è single. Durante questi scontri, le femmine intensificano i richiami e le esibizioni per impressionarlo.
Lo sperma immagazzinato dalla femmina è sufficiente per fecondare circa sei uova. Dopo il corteggiamento, la coppia si accoppia ogni uno o due giorni, e la femmina depone un uovo ogni due o tre giorni, formando una covata di cinque-quindici uova verdi e dal guscio spesso. Il guscio, spesso circa 1 millimetro, è composto da calcite, e il suo colore dipende dalla dieta dell'animale. Le uova, lunghe circa 13 centimetri e larghe 9 centimetri, pesano tra i 450 e i 650 grammi. Hanno un alto contenuto di tuorlo, circa il 50%, per garantire il sostentamento del pulcino durante il lungo periodo di incubazione. La colorazione verde delle uova è dovuta alla biliverdina, che si scurisce durante l'incubazione e sbianca se esposta al sole.
Negli emù, è il maschio a incubare le uova, iniziando spesso prima che la femmina abbia terminato la deposizione. Durante l'incubazione, il maschio non mangia, non beve e non defeca, muovendosi solo per girare le uova, un'operazione che ripete circa dieci volte al giorno. Sviluppa una placca da covata, una zona di pelle nuda che mantiene il contatto diretto con le uova. Durante le otto settimane di incubazione, il maschio perde un terzo del suo peso corporeo, sopravvivendo grazie al grasso accumulato prima della stagione riproduttiva e alla rugiada mattutina che riesce a bere senza allontanarsi dal nido.
L'infedeltà è comune negli emù: una volta che il maschio inizia a covare, la femmina spesso si accoppia con altri maschi, depone in più nidi e si allontana. Di conseguenza, fino alla metà dei pulcini di una covata potrebbe non essere generata dal maschio che li cova. In alcune stagioni, una femmina può nidificare fino a tre volte con partner diversi.

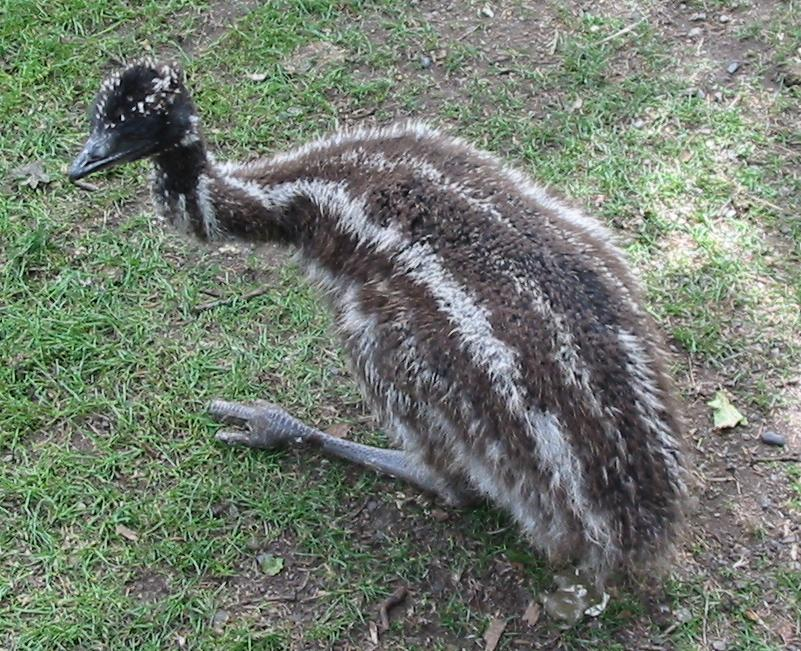
I pulcini presentano un piumaggio a strisce longitudinali che forniscono mimetizzazione

I pulcini si schiudono dopo 56 giorni di incubazione. Sono precoci, alti circa 12 centimetri, pesano 0,5 kg e presentano strisce marroni e crema per mimetizzarsi, che svaniscono dopo tre mesi. Il maschio si prende cura di loro per circa sette mesi, insegnando loro a nutrirsi e proteggendoli. Durante la notte, i pulcini dormono sotto le sue piume. I giovani emù crescono rapidamente e raggiungono la maturità in cinque o sei mesi. In cattività, possono vivere fino a dieci anni.

### Predatori

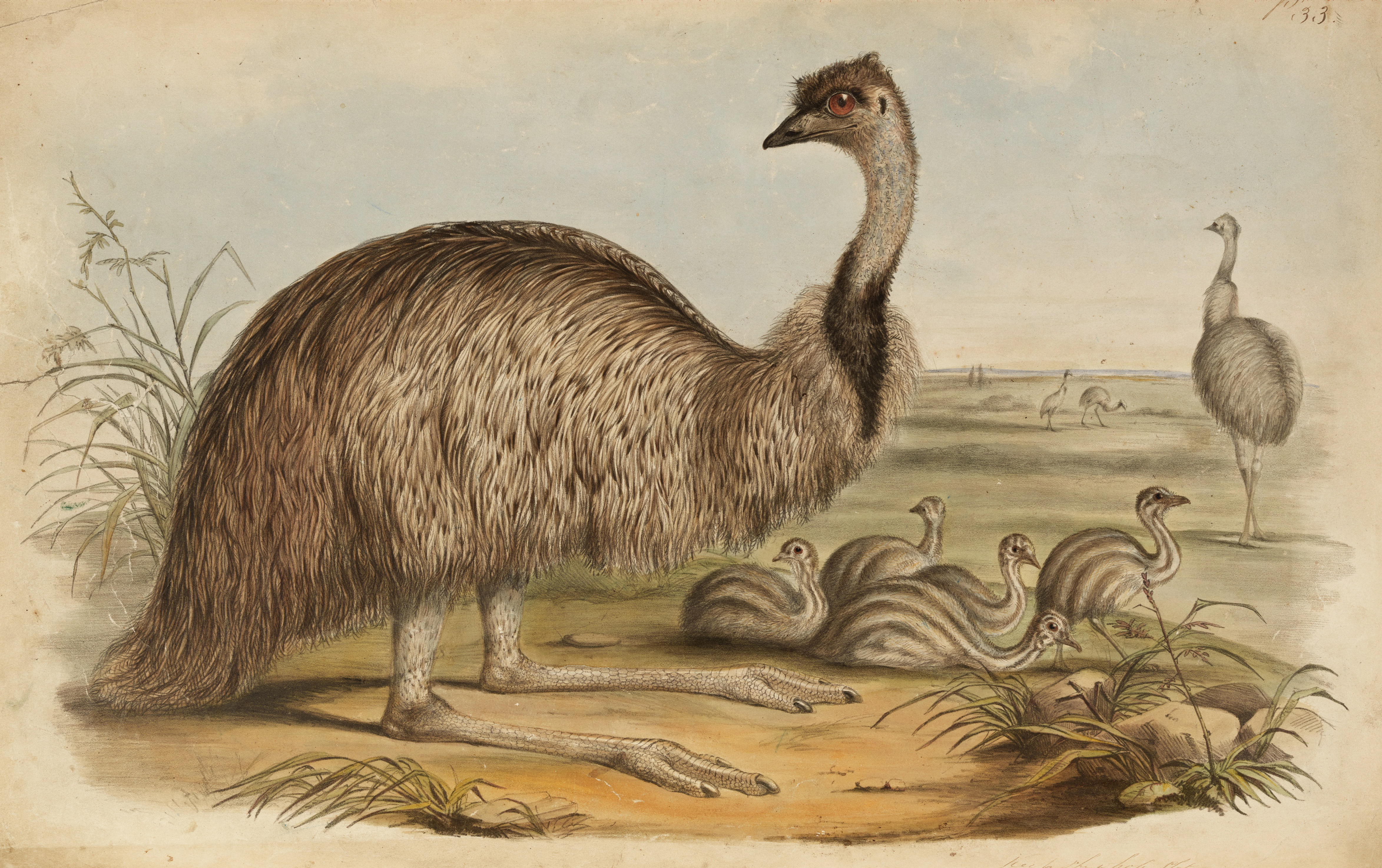
Emù e pulcini, tavola da The Birds of Australia, John Gould, 1848

Un emù adulto ha ben pochi predatori naturali nativi. In tempi preistorici, la specie doveva confrontarsi con numerosi predatori terrestri ora estinti, tra cui il megalania, il tilacino e forse altri marsupiali carnivori, il che potrebbe spiegare la loro capacità apparentemente ben sviluppata di difendersi dai predatori terrestri. Oggi, il principale predatore degli emù è il dingo, introdotto dagli aborigeni migliaia di anni fa da uno stock di lupi semi-addomesticati. Quando cacciano, i dingo cercano di uccidere gli emù attaccando la testa. L'emù, da parte sua, tenta di respingere il dingo saltando in aria e colpendolo con calci o pestandolo durante la ricaduta. I dingo, infatti, sono a malapena in grado di saltare abbastanza in alto da attaccare il collo dell'uccello, quindi un salto al momento giusto, in concomitanza con l'affondo del predatore, può tenere la testa e il collo dell'emù al sicuro.
Nonostante la relazione preda-predatore, la presenza dei dingo nel continente australiano non sembra influire pesantemente sul numero di emù. Le aquile codacuneata rappresentano l'unico predatore aviario in grado di attaccare un emù adulto, anche se solitamente preferiscono prendere di mira pulcini e giovani esemplari. Le aquile attaccano piombando rapidamente dall'alto ad alta velocità, mirando alla testa e al collo. In questo caso, la tecnica usata contro i dingo è inefficace. Le aquile tendono a cacciare gli emù in aree aperte e prive di ostacoli dietro cui l'uccello possa nascondersi. In tali situazioni, l'emù può solo cercare di sfuggire correndo in modo caotico e cambiando frequentemente direzione per eludere l'aggressore.
Altri predatori, come rapaci più piccoli, varani e specie invasive tra cui volpi rosse, cani randagi, maiali e gatti, possono rappresentare una minaccia per i pulcini e per le uova.

### Parassiti
Gli emù possono essere affetti sia da parassiti esterni che interni, ma in ambienti controllati sono meno soggetti a infezioni rispetto a struzzi e nandù. Tra i parassiti esterni si annoverano il pidocchio Dahlemhornia asymmetrica e altri tipi di pidocchi, zecche, acari e mosche. I pulcini, in particolare, possono soffrire di infezioni intestinali causate da protozoi coccidi, mentre il nematode Trichostrongylus tenuis può infettare gli emù e altri uccelli, provocando diarrea emorragica. Altri nematodi possono localizzarsi nella trachea e nei bronchi, come Syngamus trachea, che causa tracheite emorragica, e Cyathostoma variegatum, responsabile di gravi problemi respiratori nei giovani esemplari.

## Conservazione

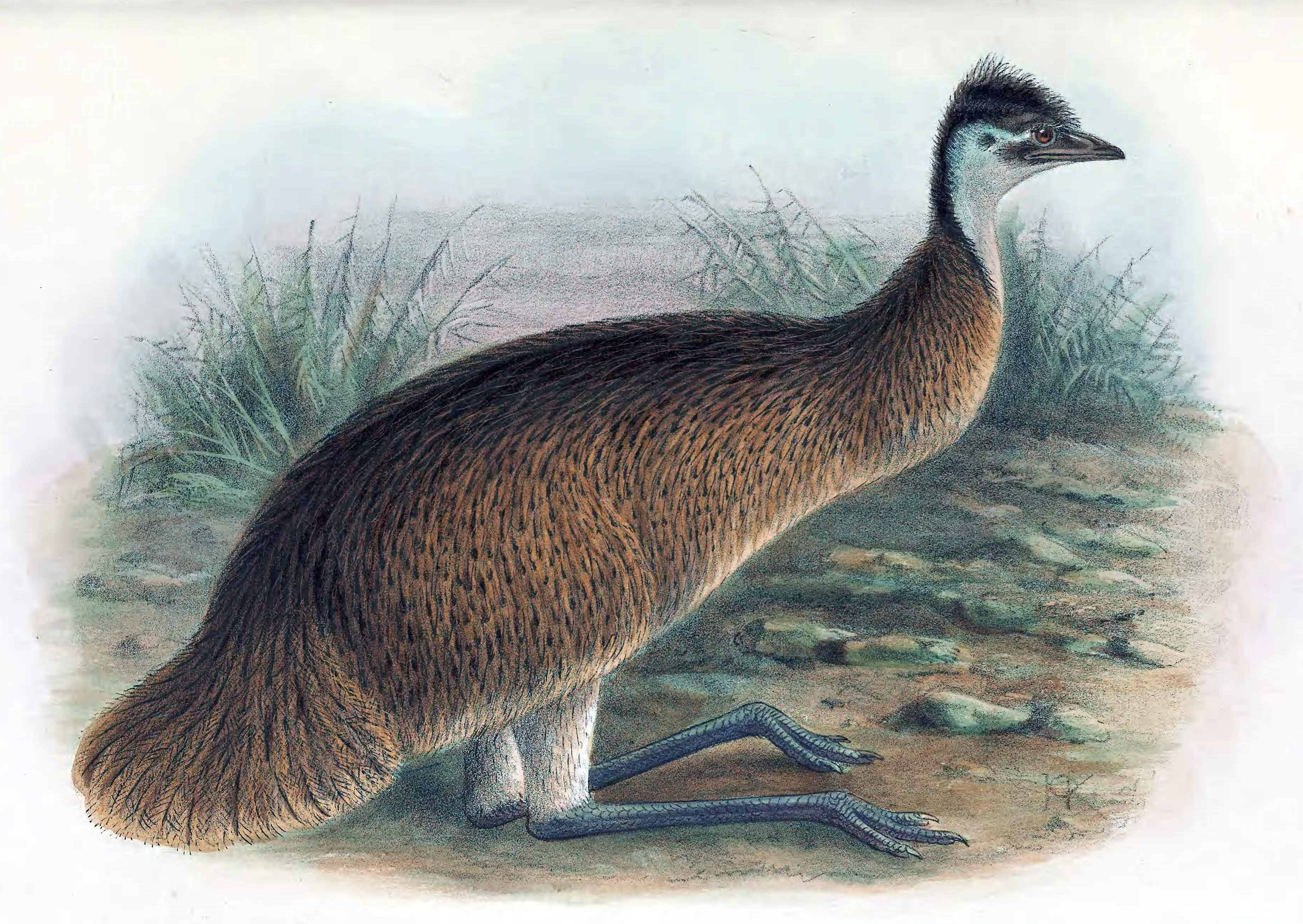
Ricostruzione di John Gerrard Keulemans (c. 1910) dell'emù della Tasmania, una delle tre sottospecie che furono cacciate fino all'estinzione

Nel Handbook to the Birds of Australia di John Gould, pubblicato per la prima volta nel 1865, l'autore espresse amarezza per la perdita dell'emù in Tasmania, dove all'epoca era già divenuto raro e da allora è considerato estinto. Gould notò inoltre che gli emù stavano diventando sempre più rari nei pressi di Sydney e propose di conferire alla specie uno stato di protezione. Negli anni '30, la caccia agli emù nell'Australia occidentale raggiunse il suo apice, con 57.000 esemplari abbattuti. Abbattimenti simili si verificarono anche nel Queensland, a causa dei danni diffusi alle colture agricole. Negli anni '60, nell'Australia occidentale venivano ancora pagate taglie per ogni emù ucciso, ma successivamente la specie ottenne una protezione formale grazie alla Legge 1999 sulla protezione dell'ambiente e sulla conservazione della biodiversità.
L'area di distribuzione dell'emù è compresa tra i 4.240.000 e i 6.730.000 km², e un censimento del 1992 stimava la popolazione totale tra 630.000 e 725.000 esemplari. Si ritiene che la popolazione sia stabile, e l'Unione Internazionale per la Conservazione della Natura (IUCN) classifica il loro stato di conservazione come a rischio minimo. Tuttavia, una popolazione isolata nella bioregione della costa settentrionale del Nuovo Galles del Sud e di Port Stephens è considerata minacciata dal governo del Nuovo Galles del Sud.
Sebbene si stimi che la popolazione di emù nell'Australia continentale sia oggi più alta rispetto a quella precedente all'insediamento europeo, alcune popolazioni locali sono a rischio di estinzione. Tra le principali minacce vi sono la distruzione e la frammentazione dell'habitat, uccisioni deliberate, collisioni con veicoli e la predazione di uova e piccoli da parte di specie invasive.

## Interazioni con l'uomo

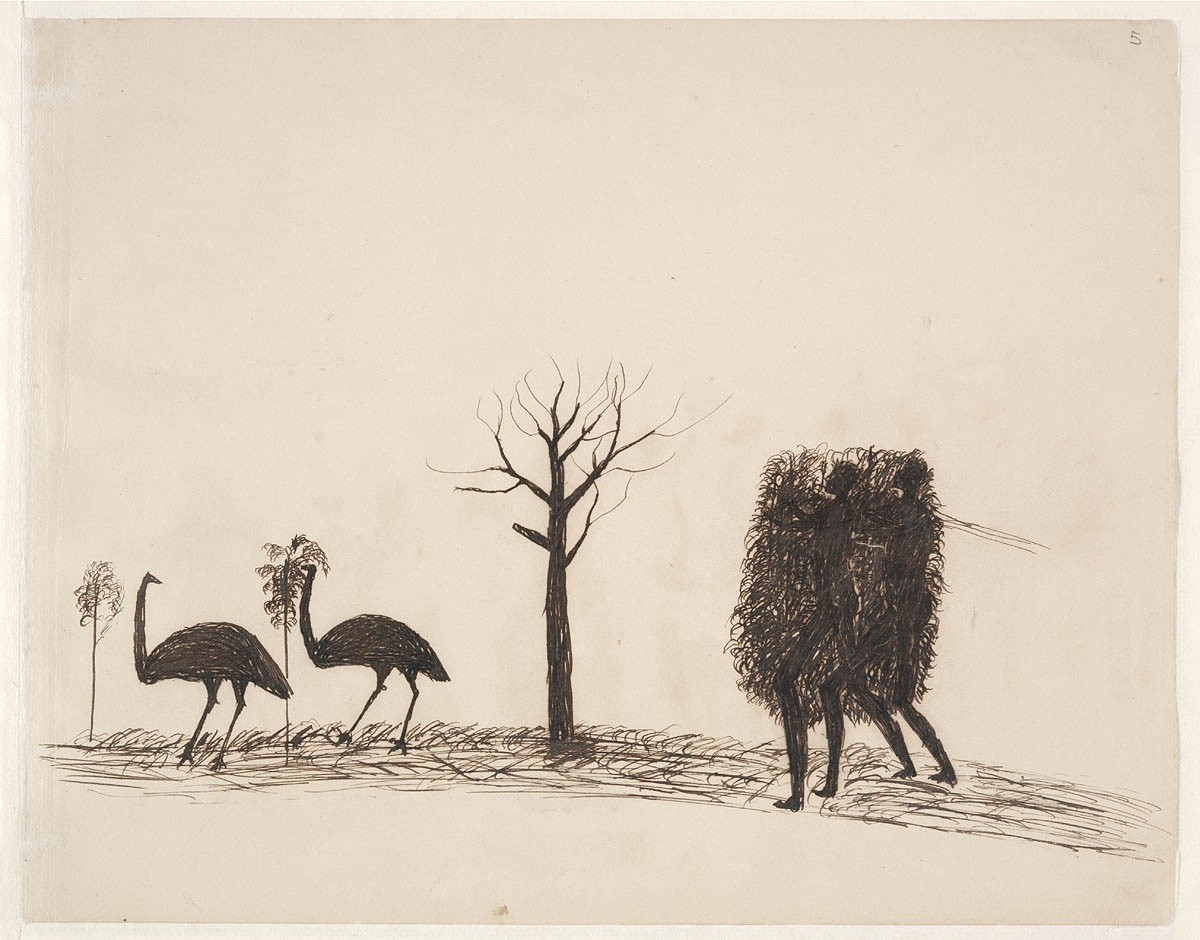
Caccia agli emù, c. 1885, attribuito a Tommy McRae

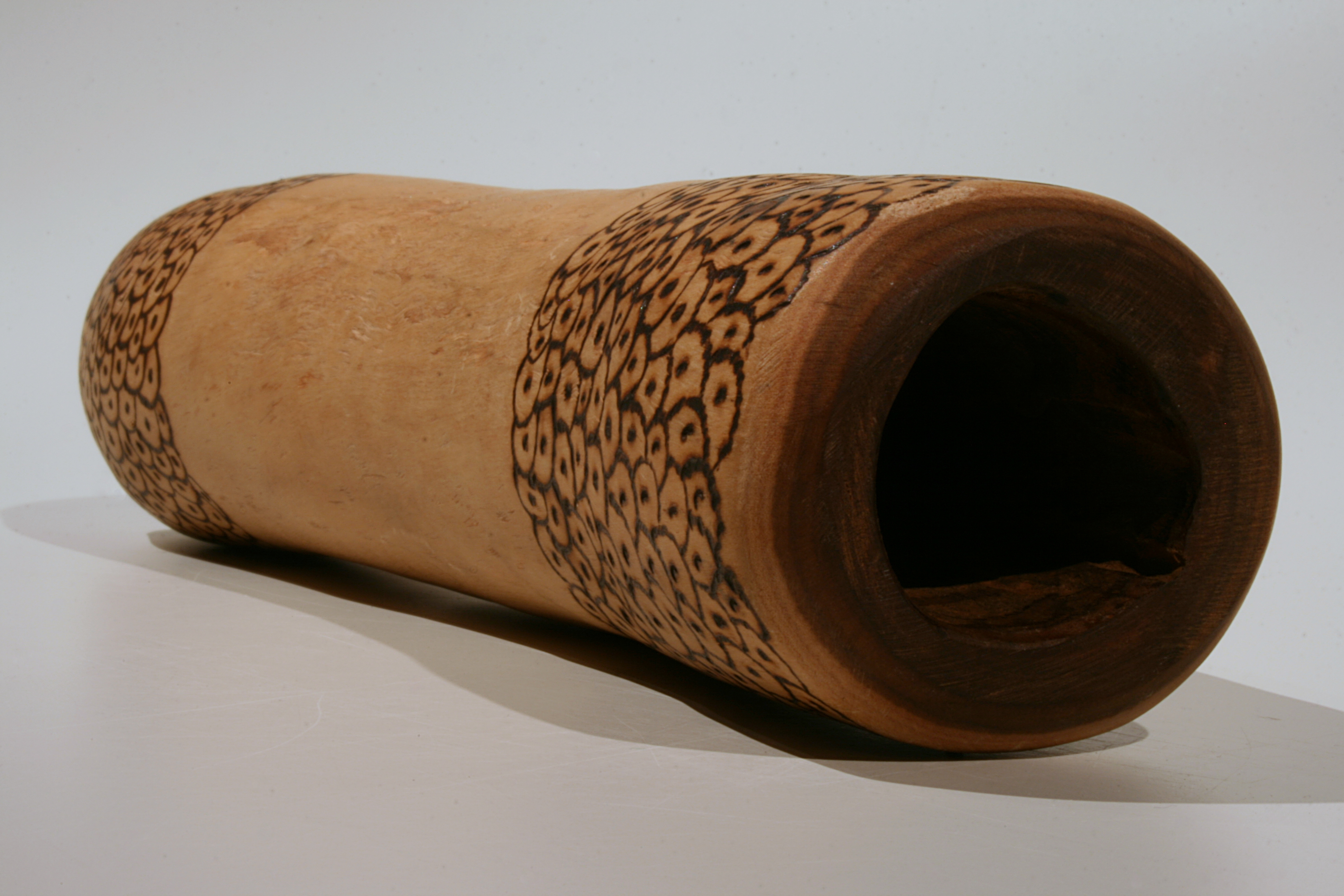
Richiamo aborigeno per emù, usato per attirare gli emù

Gli emù erano una comune fonte di cibo per gli aborigeni australiani e per i primi coloni europei. Questi uccelli sono noti per la loro curiosità: spesso si avvicinano agli esseri umani se notano movimenti inaspettati, come il gesto di un arto o un capo di abbigliamento insolito. Non è raro che si avvicinino o seguano le persone per pura curiosità.
Gli aborigeni australiani adottavano una varietà di tecniche per cacciare gli emù. Li infilzavano mentre bevevano presso le pozze d'acqua, li intrappolavano in reti o li attiravano imitando i loro richiami, oppure suscitando la loro curiosità con un gomitolo di piume e stracci penzolanti da un albero. È possibile che utilizzassero anche piante velenose, come la mela spinosa di pitchuri (Duboisia hopwoodii), per contaminare le pozze d'acqua: gli uccelli, dopo aver bevuto, diventavano disorientati e quindi facili prede. Un'altra strategia consisteva nell'indossare una pelliccia per avvicinarsi agli emù, attirandoli in una trappola mimetizzata con l'uso di stracci o imitando i loro richiami. Gli aborigeni cacciavano questi uccelli solo per necessità e disapprovavano chiunque lo facesse per motivi diversi. Ogni parte del corpo dell'emù aveva un'utilità: il grasso veniva raccolto per il prezioso olio multiuso, le ossa erano modellate in coltelli e strumenti, le piume erano utilizzate come ornamenti e i tendini venivano impiegati come spago.
I primi coloni europei, invece, cacciavano gli emù per nutrirsene e utilizzavano il loro grasso per alimentare le lampade. Inoltre, cercavano di impedire agli animali di devastare i raccolti o invadere gli insediamenti in cerca di acqua durante i periodi di siccità. Un esempio estremo di questo conflitto è rappresentato dalla "guerra degli emù" del 1932, nell'Australia occidentale. Durante una grave siccità, migliaia di emù si riversarono nelle aree di Chandler e Walgoolan, danneggiando le recinzioni costruite per contenere i conigli e devastando i raccolti. In risposta, l'esercito tentò di sterminare gli uccelli utilizzando mitragliatrici, ma l'operazione fallì a causa di mezzi inadeguati e della sorprendente resistenza degli emù ai proiettili.
Gli emù sono uccelli grandi e potenti, con gambe tra le più forti del regno animale, in grado di abbattere recinzioni di metallo. I maschi, inoltre, sono estremamente protettivi nei confronti dei loro piccoli e sono stati documentati almeno due casi di attacchi a esseri umani da parte di emù.

### Valore economico
Nelle aree in cui era endemico, l'emù rappresentava una fonte importante di carne per gli aborigeni australiani. Anche il suo grasso era prezioso, utilizzato dagli aborigeni come medicina tradizionale (strofinato sulla pelle), come lubrificante per strumenti e utensili di legno, come il coolamon, e mescolato con l'ocra per crearepitture tradizionali per l'ornamento cerimoniale del corpo. Le uova di emù venivano raccolte come fonte di cibo.
Un esempio di come veniva cucinato l'emù ci viene dai racconti degli Aranda dell'Australia centrale, che chiamavano l'emù Kere ankerre:

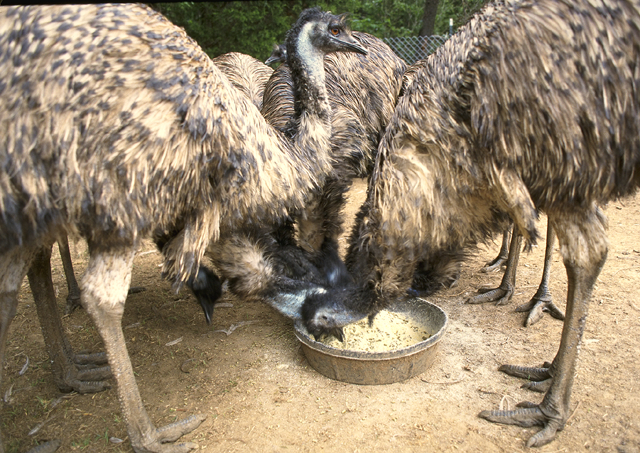
Emù da allevamento che vengono nutriti con cereali

Gli emù furono una fonte di cibo e carburante anche per i primi coloni europei. Oggi vengono allevati in Australia e in altri paesi per carne, olio e cuoio. L'allevamento commerciale iniziò nell'Australia occidentale intorno al 1970. L'industria australiana si basa su esemplari allevati in cattività, e tutti gli stati, tranne la Tasmania, richiedono licenze per proteggere gli emù selvatici. Al di fuori dell'Australia, l'allevamento è diffuso su larga scala in Nord America (con circa 1 milione di uccelli negli Stati Uniti), Perù, Cina e, in misura minore, in paesi come l'Italia. Gli emù si riproducono bene in cattività e vengono tenuti in grandi recinti per evitare problemi alle gambe e digestivi derivanti dall'inattività. Di solito, vengono nutriti con grano integrato da pascoli e macellati tra i 15 e i 18 mesi.
Tuttavia, nel 2012, l'amministrazione del Distretto di Salem, in India, sconsigliò agli agricoltori di investire nell'allevamento degli emù, all'epoca fortemente promosso, a causa di dubbi sulla sua redditività. Negli Stati Uniti, nel 2013, si registrò un calo del numero di allevatori, passati da oltre 5.000 nel 1998 a circa 1.000-2.000. Gli allevatori rimasti si concentrano sempre più sulla vendita di olio, sebbene siano venduti anche pelle, uova e carne.

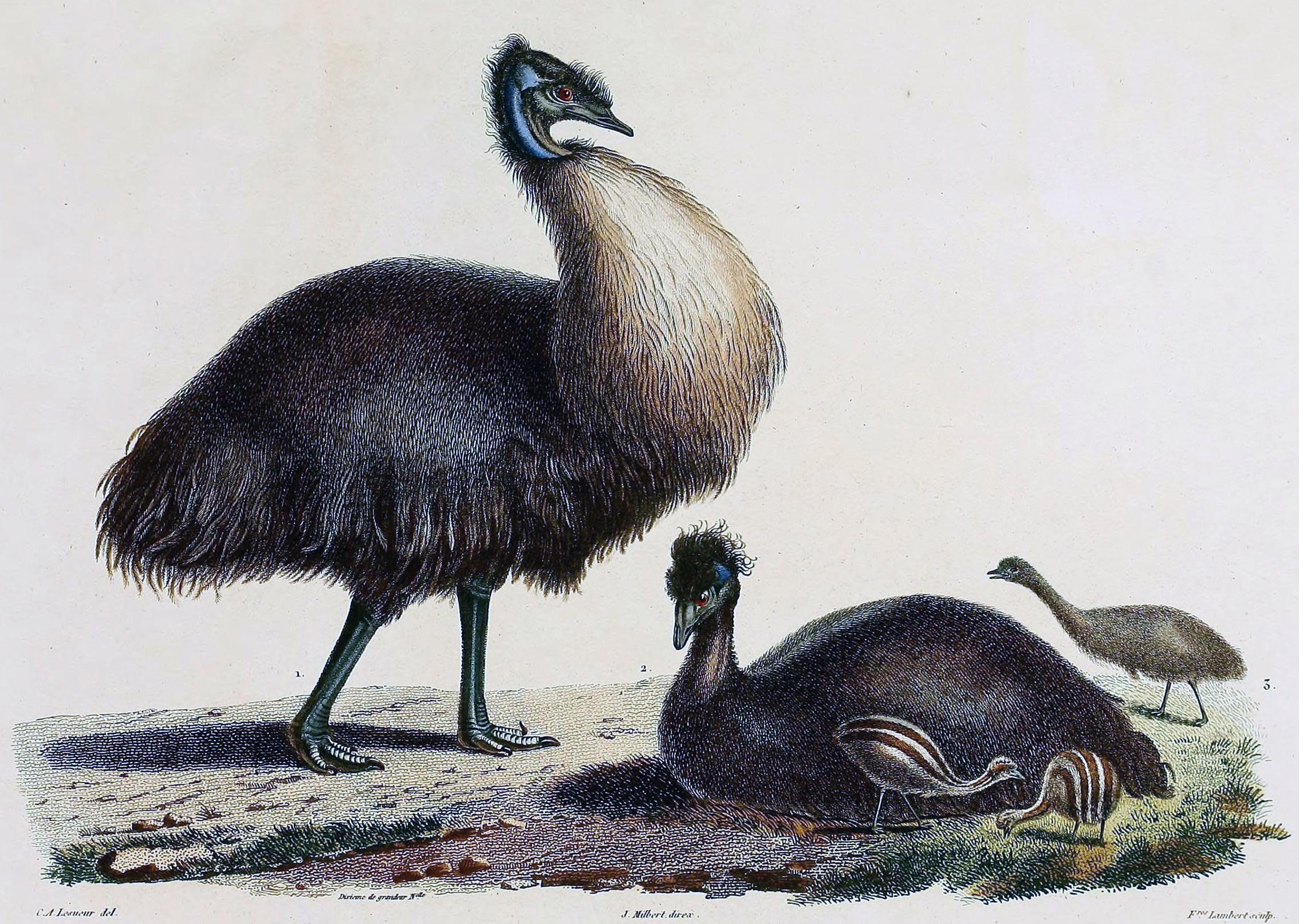
Tavola del 1807 che mostra ormai estinto emù insulare, portato in Francia a scopo riproduttivo nel 1804

Gli emù vengono allevati principalmente per carne, cuoio, piume e olio, con il 95% della loro carcassa utilizzata. La carne è a basso contenuto di grassi (meno dell'1,5%) e paragonabile ad altre carni magre. I tagli migliori provengono dalla coscia e dai muscoli delle zampe. Nonostante sia carne scura, è classificata come carne rossa dalla Food and Drug Administration, per il suo colore e il pH simile a quello della carne bovina, ma è considerata pollame ai fini delle ispezioni.
L'olio di emù, estratto dal grasso sottocutaneo e retroperitoneale, è utilizzato per cosmetici, integratori alimentari e prodotti terapeutici. È composto principalmente da acidi grassi, tra cui acido oleico (42%), acido linoleico e acido palmitico (21% ciascuno). Contiene inoltre antiossidanti, come carotenoidi e flavoni.

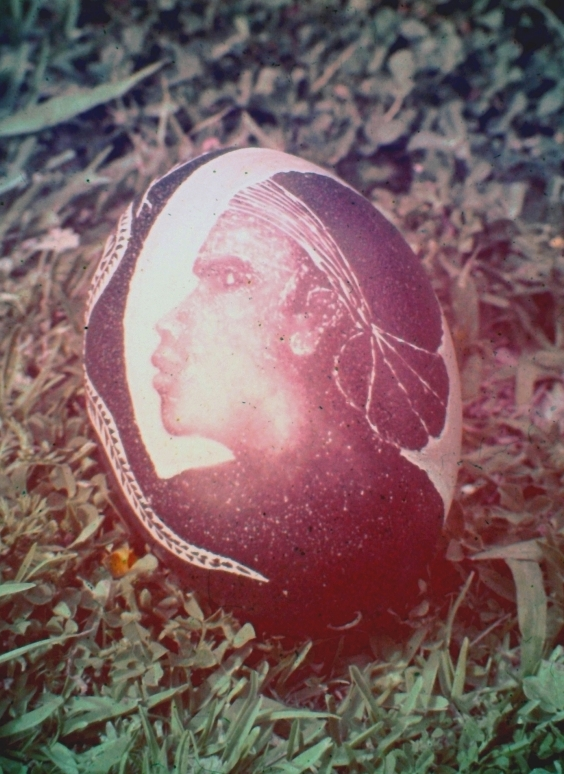
Uovo di emù inciso

Ci sono prove che l'olio abbia proprietà antinfiammatorie, anche se gli studi scientifici approfonditi sono limitati. L'USDA lo considera un farmaco non approvato e lo ha menzionato in un articolo del 2009, "Come individuare la frode sanitaria". Tuttavia, studi sui ratti hanno mostrato effetti significativi nel trattamento dell'artrite e dei dolori articolari, e l'olio è stato associato all'attenuazione dell'infiammazione gastrointestinale e al miglioramento della guarigione delle ferite. Uno studio del 2008 ha evidenziato che l'olio di emù ha un potenziale antiossidante e antinfiammatorio superiore rispetto all'olio di struzzo, grazie alla maggiore percentuale di acidi grassi insaturi.
La pelle di emù è caratterizzata da una superficie a motivi distintivi, dovuti ai follicoli delle piume. Viene utilizzata per produrre portafogli, borse, scarpe e vestiti, spesso in combinazione con altri materiali. Le piume e le uova degli emù, invece, sono utilizzate per arti decorative e artigianato. In particolare, le uova svuotate vengono incise con ritratti e scene di animali australiani.
Nella seconda metà dell'Ottocento, le uova di emù venivano trasformate in oggetti decorativi, come calici, inchiostrai e vasi, decorati con motivi floreali, fauna e immagini di popolazioni indigene australiane. Questo stile, spesso definito "nuova grammatica australiana dell'ornamento", si ispirava all'uso delle uova di struzzo nell'Europa medievale, adattandosi al gusto coloniale. Ancora oggi, piume e uova di emù sono vendute come souvenir ai turisti.

### Nella cultura

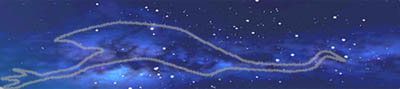
L'" Emù nel cielo ". In termini di astronomia occidentale, la Croce del Sud è sulla destra; lo Scorpione a sinistra; e la testa dell'emù è il Sacco di Carbone.

L'emù occupa un posto di rilievo nella mitologia aborigena australiana. Secondo un mito della creazione degli Yuwaalaraay e di altri gruppi del Nuovo Galles del Sud, il sole sarebbe stato creato lanciando un uovo di emù nel cielo. L'uccello compare inoltre in numerose storie eziologiche tramandate tra diversi gruppi aborigeni. Una leggenda dell'Australia occidentale racconta che un uomo, dopo aver infastidito un piccolo uccello, fu colpito da un boomerang lanciato dall'animale; il boomerang gli recise entrambe le braccia, trasformandolo in un emù incapace di volare. Nell'Australia centrale, si dice che gli sciamani Kurdaitcha indossassero sandali fatti di piume di emù per mascherare le loro impronte. Inoltre, molti gruppi aborigeni in tutta l'Australia interpretano le oscure corsie di polvere nella Via Lattea come la rappresentazione di un gigantesco "emù nel cielo". Numerose incisioni rupestri nella regione di Sydney raffigurano emù, e l'uccello è spesso imitato nelle danze tradizionali indigene. La caccia all'emù, nota come kari nella lingua Kaurna, è un elemento centrale della mitologia del popolo Kaurna, nella regione di Adelaide, che racconta le gesta dell'eroe antenato Tjilbruke.

Lo Stemma dell'Australia

L'emù è considerato, in modo popolare ma non ufficiale, un emblema faunistico dell'Australia e l'uccello nazionale del paese. Appare come uno dei portatori dello scudo nello stemma dell'Australia, accanto al canguro rosso, e figura anche sulla moneta australiana da 50 centesimi. È stato rappresentato in numerose emissioni filateliche australiane, tra cui il francobollo pre-federazione del 1888 con un emù blu da 2 penny, un francobollo da 36 centesimi del 1986 e un francobollo da 1,35 dollari del 1994. Le piume di emù adornano i cappelli degli Australian Light Horse, conferendo loro un elemento distintivo.
Molte aziende australiane delle origini utilizzarono l'emù come simbolo nei loro marchi, tra cui Webbenderfer Bros (1891), Mac Robertson Chocolate and Cocoa (1893), Dyason and Son Emu Brand Cordial Sauce (1894) e James Allard Pottery Wares (1906). Ancora oggi, alcune aziende come G. Kinnear and Sons Pty. Ltd., produttori di corde, continuano a utilizzare l'emù sui loro prodotti. Anche la birra Emu, prodotta nell'Australia occidentale dall'inizio del XX secolo, continua a essere parte della gamma della Swan Brewery. Circa seicento luoghi ufficiali in Australia includono la parola "emù" nel loro nome, tra cui montagne, laghi, colline, pianure, insenature e pozze d'acqua. La rivista trimestrale peer-reviewed della Royal Australasian Ornithologists Union, nota anche come Birds Australia, si intitola Emu: Austral Ornithology.